# Éliette Abécassis
Pour les articles homonymes, voir Abécassis.
Éliette Abécassis, née le 27 janvier 1969 à Strasbourg (Bas-Rhin), est une femme de lettres, réalisatrice et scénariste française.

## Biographie

### Jeunesse et formation
Éliette Abécassis naît à Strasbourg au sein d'une famille juive orthodoxe marocaine très pratiquante. Son enfance est imprégnée par le quotidien de la communauté juive strasbourgeoise. Son père, Armand Abécassis, enseigne la philosophie et est un penseur renommé du judaïsme dont la pensée a imprégné la philosophie contemporaine du judaïsme. Sa mère, Janine, est professeur et spécialiste de psychologie de l’enfant et du développement,. Dans plusieurs romans à portée autobiographique, Éliette Abécassis déclare avoir été très influencée par le milieu et l'éducation religieuse sépharades au cours de sa jeunesse. Elle déclare son attachement à l'universalisme français.
Après le baccalauréat, elle quitte à 17 ans Strasbourg pour aller suivre à Paris des études en classes préparatoires littéraires — hypokhâgne et khâgne — au lycée Henri-IV. Elle intègre par la suite l'École normale supérieure de la rue d'Ulm, où elle obtient l'agrégation de philosophie, et enseigne ensuite la philosophie à l'université de Caen-Normandie. 
À 23 ans, elle part un an aux États-Unis, grâce à une bourse d'études. Elle écrit alors son premier livre, Qumran, un roman policier métaphysique qui traite de meurtres mystérieux liés à la disparition des manuscrits récemment découverts de la mer Morte.

### Carrière
Pour son premier roman Qumran, Éliette Abécassis ne se contente pas de ses connaissances préalables sur le monde hébreu, elle pousse ses recherches jusqu'en Israël, à Jérusalem, à Qumran et est allée aussi aux États-Unis dans plusieurs bibliothèques, archives et lieux de culture du judaïsme contemporain afin d'obtenir le plus de renseignements possibles. Ces recherches durent trois années. Elles seront payantes : Qumran sort en 1996 et obtient immédiatement un immense succès ; le livre est traduit en dix-huit langues. Les principales maisons d'édition avaient pourtant refusé le manuscrit, jusqu'à ce que les éditions Ramsay l'acceptent.
En 1997, elle commence à enseigner la philosophie à Caen et publie L'Or et la Cendre, l'histoire mystérieuse du meurtre d'un théologien berlinois, toujours aux éditions Ramsay. En 1998, elle écrit un essai sur le Mal et l'origine philosophique de l'homicide, Petite Métaphysique du meurtre.
En septembre 2000, elle publie chez Albin Michel La Répudiée. Pour ce roman, elle reçoit le Prix des écrivains croyants 2001. Ce roman s'inspire du scénario qu'elle a écrit pour le film Kadosh du réalisateur israélien Amos Gitaï. En 2001, Le Trésor du temple relate la suite de Qumran sur les traces des Templiers : Ary Cohen et Jane Rogers se retrouvent pour enquêter sur le secret du temple de Jérusalem. La trilogie de Qumran emprunte la forme du roman d'aventure et de suspense mais dissimule dans les intrigues une véritable érudition et une réelle ambition métaphysique. La même année, elle réalise le court métrage La Nuit de noces, dont le scénario est coécrit avec  Gérard Brach.

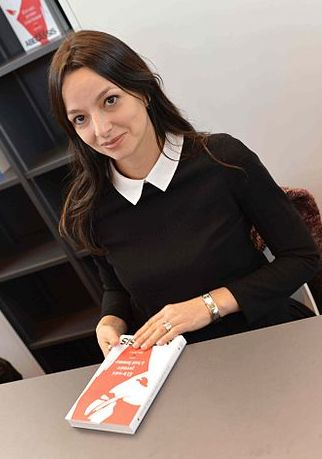
Éliette Abécassis au Salon du Livre de Paris 2012.

En 2002 paraît le roman Mon père, qui raconte la remise en cause d'une relation père-fille idyllique, tandis que Qumran est adapté en bande dessinée par Gémine et Makyo. En 2003, son roman Clandestin raconte l'histoire d'un amour impossible. Il fait partie de la sélection des douze livres du prix Goncourt.
En 2004 paraît le dernier volet de Qumran, La Dernière Tribu. En 2005, avec son roman Un heureux événement, Éliette Abécassis aborde le thème de la maternité. Elle réalise également le documentaire-fiction Tel Aviv la vie, avec  Tiffany Tavernier.
En 2009, elle publie le roman Sépharade, dont l'héroïne dans sa quête existentielle va s'immerger dans le monde des juifs séfarades du Maroc. En 2011 sort Et te voici permise à tout homme, où elle raconte les difficultés d'obtenir le divorce religieux.
En 2013, elle publie Le Palimpseste d'Archimède.
En 2014, elle publie Un secret du docteur Freud, écrit avec l'aide de sa mère, psychanalyste. En 2015, paraît Alyah, sorte de témoignage d'une femme juive après les attentats de janvier 2015 en France. Le Maître du Talmud, sorti en 2018, est un nouveau thriller historico-religieux, dont l'intrigue se situe dans le royaume de France, au XIIIe siècle, marqué par l'émergence de l'inquisition et le fanatisme religieux. Puis elle fait paraitre aux Editions Grasset, Nos rendez-vous, Instagrammable et Un couple.
Également parolière, Éliette Abécassis a écrit notamment pour le groupe de rock français Debout sur le zinc, ainsi que la chanson Sépharade pour Enrico Macias.

### Engagements
Éliette Abécassis est engagée dans des associations de lutte pour les droits et les libertés des femmes, dont l'association SOS les Mamans. Aux côtés de la juriste Marie-Anne Frison-Roche et de la philosophe Sylviane Agacinski, elle se positionne philosophiquement contre la GPA, qu'elle assimile à une pratique de marchandisation du corps des femmes et de réification de l'enfant.

### Vie privée
Divorcée, Éliette Abécassis est mère de deux enfants.

## Œuvres

### Romans et récits
- Qumran, Ramsay, 1996[14]
- L'Or et la Cendre, 1997
- Petite Métaphysique du meurtre, Presses universitaires de France, 1998
- La Répudiée, 2000[15]
- Le Trésor du temple, 2001[16]
- Mon père, 2002
- Clandestin, 2003
- La Dernière Tribu, 2004
- Un heureux événement, 2005
- Le Corset invisible, 2007
- Le Livre des passeurs, avec Armand Abécassis, 2007
- Mère et Fille, un roman, 2008
- Sépharade, 2009
- Le Messager, avec Mark Crick, 2009
- Une affaire conjugale, 2010
- Et te voici permise à tout homme, 2011
- Le Palimpseste d'Archimède, 2013
- Un secret du docteur Freud, 2014
- Alyah, 2015
- Le Maître du Talmud, 2018, Albin Michel  (ISBN 2226328653)[11]
- L'Envie d'y croire ; journal d'une époque sans foi, 2019, Albin Michel
- Nos rendez-vous, 2020, Grasset
- Instagrammable, 2021, Grasset
- La Transmission, 2022, Robert Laffont  (ISBN 978-2-221-25445-5)

### Participations
- Lettres à Dieu, collectif, Calmann-Lévy, 2004
- La Rencontre, collectif, recueil de nouvelles, Éditions Prisma, 2010 ; aux côtés de Marek Halter, Camilla Läckberg, Didier van Cauwelaert, Claudie Gallay et Agnès Desarthe
- Enfances, adolescences, collectif, Librio, 2015  (ISBN 978-2290101667)

### Livres sur la condition féminine
Éliette Abécassis a écrit des livres et des articles sur la condition féminine, qu’elle défend au sein de plusieurs associations, comme avec Le Corset invisible en 2007, avec Caroline Bongrand.
En 2018, elle publie Bébés à vendre chez Robert Laffont, une critique de la GPA, où elle dénonce la marchandisation des corps des femmes.

### Littérature jeunesse
- Série Astalik, illustrée par Delphine Garcia, éditions Thomas Jeunesse :
  - T’es plus ma maman, 2009
  - Astalik fait ses courses, 2010
  - Je ne veux pas aller à l’école, 2013
  - Je ne veux pas dormir, 2018
  - Il a tout et moi j’ai rien, 2019

Elle a, avec sa fille, raconté et chanté un conte pour enfants, Lulu veut être chanteuse, paru en livre numérique sur la plateforme Whisperies.

## Filmographie

### Réalisatrice
- 2001 : La Nuit de noce, court métrage de douze minutes avec Samuel Le Bihan et Isild Le Besco
- 2007 : Tel Aviv la vie, réalisé avec Tiffany Tavernier

### Scénariste
- 1999 : Kadosh d'Amos Gitaï

### Adaptation de son œuvre
- 2011 : Un heureux événement de Rémi Bezançon

## Distinctions
- 2001 : Prix des écrivains croyants pour le roman La Répudiée (2000)
- 2010 : Prix Alberto Benveniste pour le roman Sépharade (2009)[20]